# Église Saint-Martin de Mons-Boubert
L'église Saint-Martin de Mons-Boubert est située en France, sur le territoire de la commune de Mons-Boubert, dans le département de la Somme à l'est d'Abbeville.

## Historique
L'église de Mons-Boubert fut construite au XIVe siècle, elle fut restaurée à plusieurs reprises. Elle a été agrandie en 1765. 

## Caractéristiques

### Extérieur
L'église a été bâtie sur un tertre renforcé par un mur de pierre. Son architecture est composite : le chevet à trois pans, est construit en pierre et brique, au XVIIIe siècle, deux nefs latérales en brique ont été construites. L'église est dominée par un clocher terminé par une flèche octogonale recouverte d'ardoise.

### Intérieur
L'église conserve plusieurs objets protégés en tant que monuments historiques au titre d'objets :
- un Christ en croix du XVIIe siècle ;
- des lambris de revêtement,
- des stalles ;
- des bancs du XVIIIe siècle, avec pour chacun un panneau central avec feuillage et nœud encadrant une coquille garnie de fleurs, et deux panneaux latéraux où sont sculptés trois glands de passementerie suspendus à une patère ;
- une chaire à prêcher (XVIIIe siècle) en bois avec une cuve, carrée ornée d'une figure allégorique de la Charité, en bas-relief. L'abat-voix, également carré, est surmonté d'un ange jouant de la trompette ;
- un confessionnal en bois (1823)[2].

Une belle grille sépare le chœur de la nef. Les bancs de la nef centrale sont en chêne, ornés de pente de feuillage. Les bancs des nefs latérales sont ceux de l'ancienne chapelle de Boubert détruite par une tempête en mai 1858. Le confessionnal a été réalisé par un menuisier du village. La chaire à caisse carrée est soutenue par une statue de Samson, œuvre d'Antoine-Germain Henry, sculpteur amiénois. Elle est surmontée par un ange sonnant la trompette. Le chemin de croix est en plâtre polychrome. 
Les fenêtres de l'église sont garnies de vitraux.